# Hans Liebherr

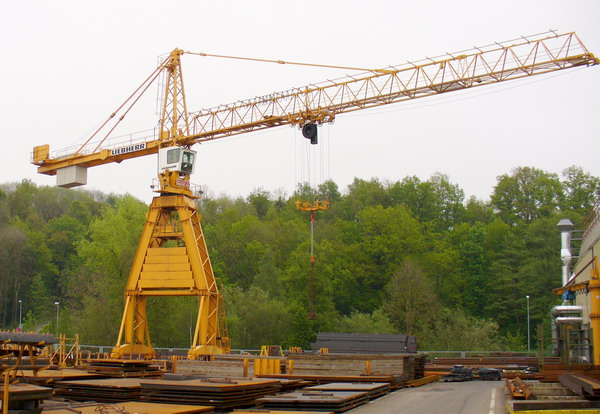
Jeřáb firmy Liebherr

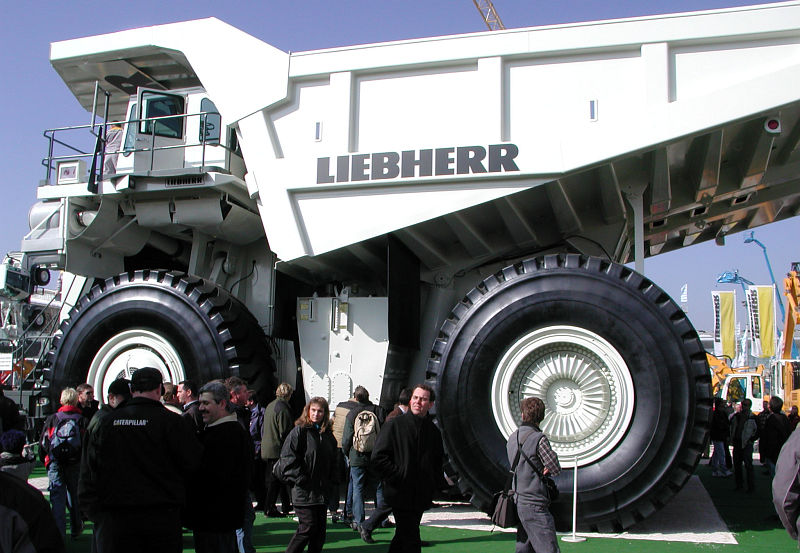
Liebherr T282

Hans Liebherr (1. dubna 1915, Kaufbeuren – 7. října 1993, Bulle) byl německý zednický mistr, vynálezce a zakladatel koncernu Liebherr.
Když se Hans Liebherr po válce v roce 1945 vrátil domů, převzal stavební firmu svých rodičů ve městě Kirchdorf an der Iller v Bádensko-Württembersku a začal naplňovat své ideje ulehčení těžké práce na staveništích. Do roku 1945 byly stavební jeřáby velmi podobné jeřábům v přístavech a lodích a proto se daly použít jen na velkých stavbách. Na menších stavbách se až do 50. let jeřáby nepoužívaly.
V roce 1949 v Kirchdorfu založil Hans Liebherr svoji vlastní firmu. Ve spolupráci se zámečníky a kováři postavil v roce 1949 první mobilní věžový otočný jeřáb na světě. Jeřáb se dal lehce složit a znovu smontovat. Tento vynález si nechal patentovat. Krátce nato začal jeřáby vyrábět a z jeho stavební firmy se stala firma vyrábějící stavební stroje, ze které později vznikla skupina Liebherr.
Skupina Liebherr-International AG sídlí ve švýcarském městě Bulle v kantonu Fribourg, jejími majiteli jsou výlučně členové rodiny Liebherr. Rodinný podnik vede už druhá generace, sourozenci Isolde a Willi Liebherrovi.
Skupina Liebherr jako přední světový výrobce stavební techniky v současnosti zaměstnává po celém světě (25 továren v 11 zemích) okolo 24 000 lidí a v roce 2005 byl její zisk okolo 5,3 miliardy Euro.

## Ocenění
Hans Liebherr v roce 1964 obdržel čestný doktorát Technické univerzity v Cáchách, v roce 1974 se stal čestným členem senátu Univerzity v Karlsruhe. O rok později obdržel čestné občanství města Biberach an der Riß a v roce 1986 nejvyšší německé vyznamenání Spolkový záslužný kříž (Bundesverdienstkreuz).